# Saint-Hilaire-Luc
Pour les articles homonymes, voir Saint-Hilaire.
Saint-Hilaire-Luc est une commune française rurale de montagne, située dans le département de la Corrèze en région Nouvelle-Aquitaine. La commune fait partie du Massif central.

## Géographie

### Localisation
Saint-Hilaire-Luc est située dans la région d'Ussel et de Neuvic, dans le nord de la Corrèze, à une altitude moyenne de 559 m. Sa superficie est d'environ 11 km2.
Elle est composée de plusieurs hameaux : le Theil, Pers, la Maureille, Junières.
La commune est distante d'environ 10 km du parc naturel régional de Millevaches dans le Limousin.
Le territoire de la commune est limitrophe de ceux de trois communes :
|                 |                            | Neuvic |
| Lamazière-Basse | Saint-Hilaire-Luc          |        |
|                 | Saint-Pantaléon-de-Lapleau |        |

### Hydrographie
La commune est traversée par la rivière le Vianon, les ruisseaux du Pont-Aubert, de la Chaussade et du Battut.

### Climat
Pour des articles plus généraux, voir Climat de la Nouvelle-Aquitaine et Climat de la Corrèze.
Historiquement, la commune est exposée à un climat montagnard.  
En 2020, Météo-France publie une typologie des climats de la France métropolitaine dans laquelle la commune est exposée à un climat de montagne et est dans la région climatique  Ouest et nord-ouest du Massif Central, caractérisée par une pluviométrie annuelle de 900 à 1 500 mm, maximale en automne et en hiver.
Pour la période 1971-2000, la température annuelle moyenne est de 10,2 °C, avec  une amplitude thermique annuelle de 15,2 °C. Le cumul annuel moyen de précipitations est de 1 169 mm, avec 13,9 jours de précipitations en janvier et 8 jours en juillet. Pour la période 1991-2020, la température moyenne annuelle observée sur la station météorologique la plus proche, située sur la commune de Neuvic à 6 km à vol d'oiseau, est de 10,6 °C et le cumul annuel moyen de précipitations est de 1 173,4 mm,. Pour l'avenir, les paramètres climatiques de la commune estimés pour 2050 selon différents scénarios d’émission de gaz à effet de serre sont consultables sur un site dédié publié par Météo-France en novembre 2022.

### Voies de communication et transports
Le transcorrézien y possédait une gare.

## Urbanisme

### Typologie
Au 1er janvier 2024, Saint-Hilaire-Luc est catégorisée commune rurale à habitat très dispersé, selon la nouvelle grille communale de densité à 7 niveaux définie par l'Insee en 2022.
Elle est située hors unité urbaine et hors attraction des villes,.

### Occupation des sols
L'occupation des sols de la commune, telle qu'elle ressort de la base de données européenne d’occupation biophysique des sols Corine Land Cover (CLC), est marquée par l'importance des forêts et milieux semi-naturels (59,3 % en 2018), en diminution par rapport à 1990 (64,3 %). La répartition détaillée en 2018 est la suivante : 
forêts (59,3 %), zones agricoles hétérogènes (30,2 %), prairies (7,1 %), terres arables (3,3 %).
L'évolution de l’occupation des sols de la commune et de ses infrastructures peut être observée sur les différentes représentations cartographiques du territoire : la carte de Cassini (XVIIIe siècle), la carte d'état-major (1820-1866) et les cartes ou photos aériennes de l'IGN pour la période actuelle (1950 à aujourd'hui).

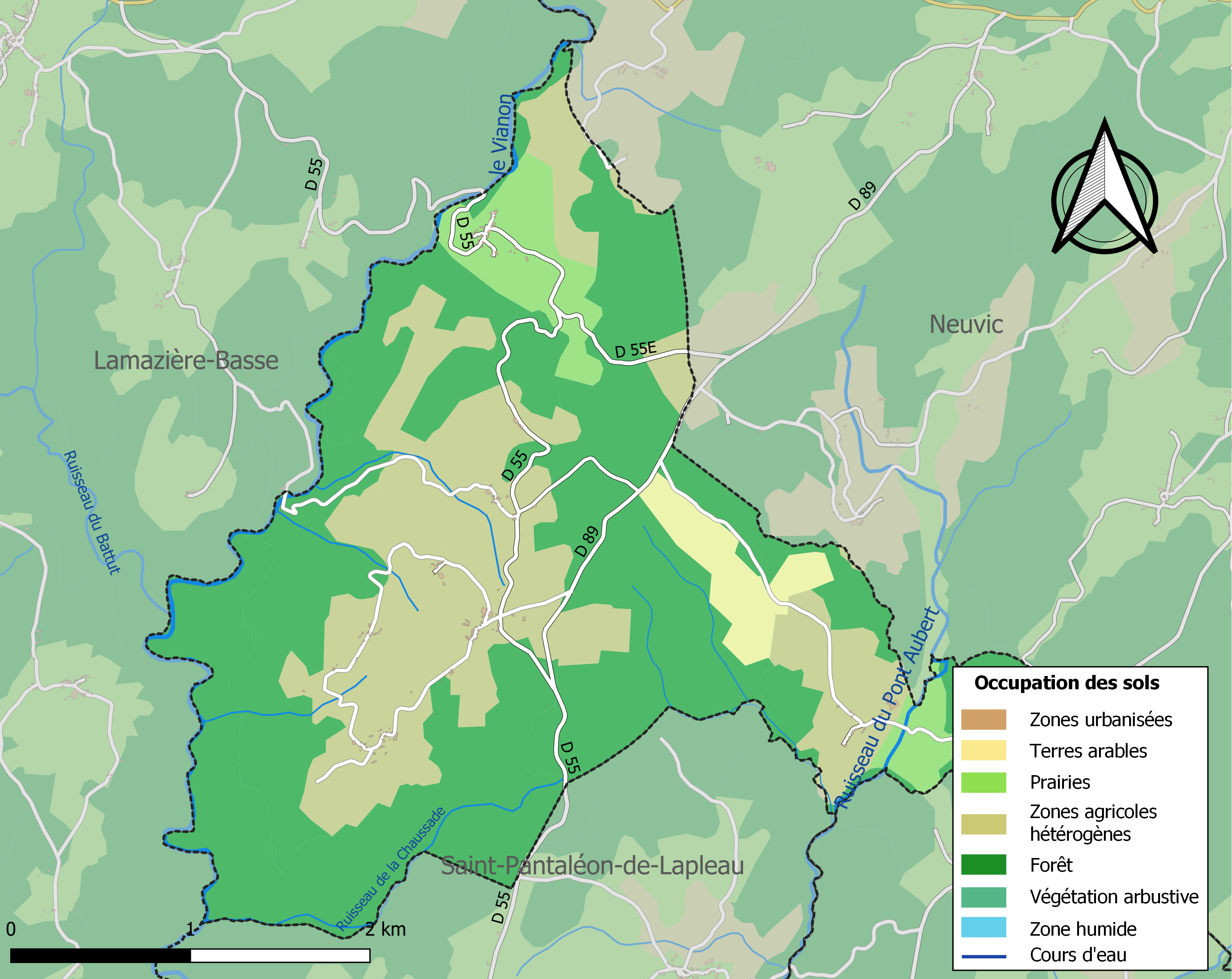
Carte des infrastructures et de l'occupation des sols de la commune en 2018 (CLC).

### Risques majeurs
Le territoire de la commune de Saint-Hilaire-Luc est vulnérable à différents aléas naturels : météorologiques (tempête, orage, neige, grand froid, canicule ou sécheresse), feux de forêts et séisme (sismicité très faible). Un site publié par le BRGM permet d'évaluer simplement et rapidement les risques d'un bien localisé soit par son adresse soit par le numéro de sa parcelle.

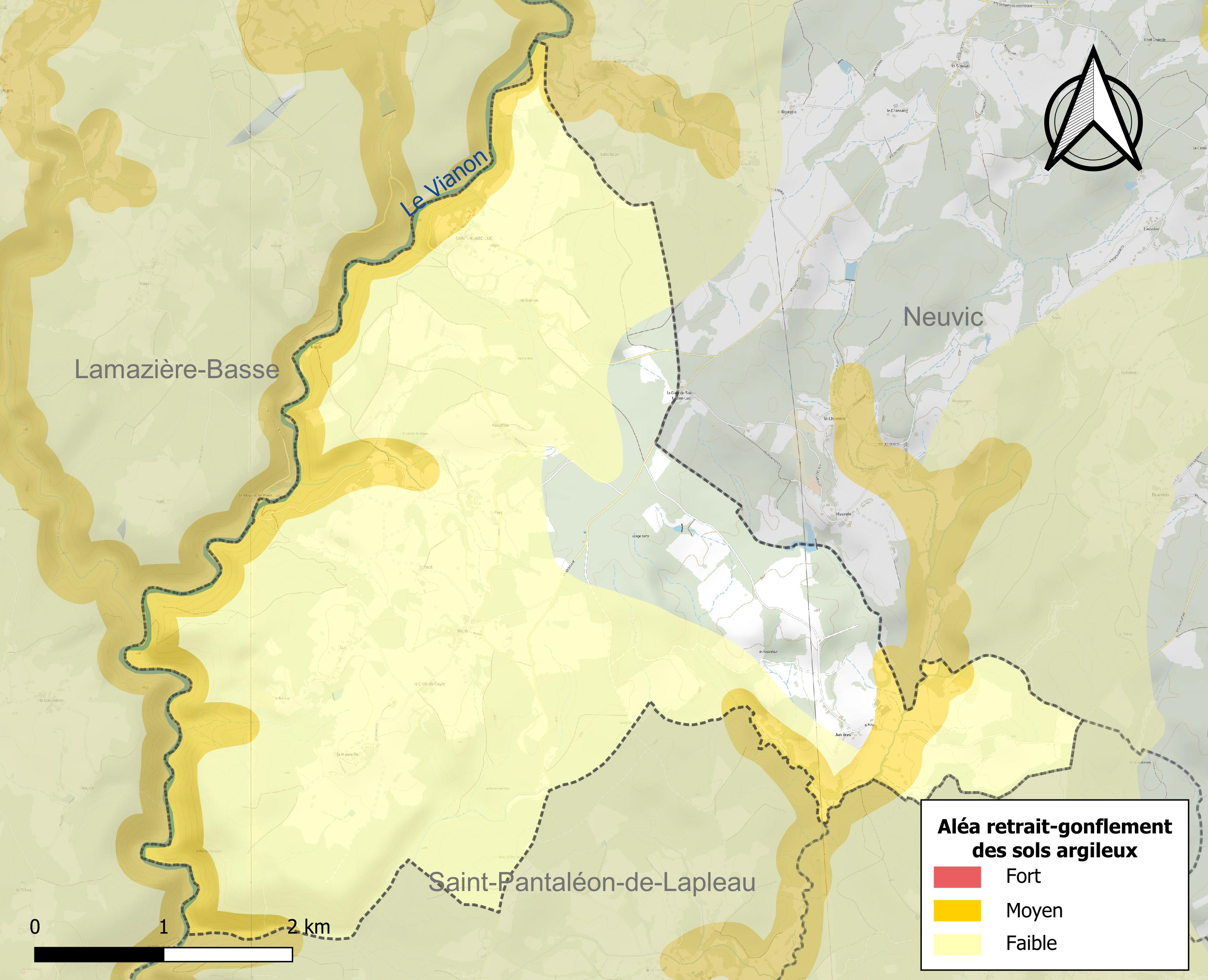
Carte des zones d'aléa retrait-gonflement des sols argileux de Saint-Hilaire-Luc.

Le retrait-gonflement des sols argileux est susceptible d'engendrer des dommages importants aux bâtiments en cas d’alternance de périodes de sécheresse et de pluie. 14,8 % de la superficie communale est en aléa moyen ou fort (26,8 % au niveau départemental et 48,5 % au niveau national). Sur les 60 bâtiments dénombrés sur la commune en 2019, cinq sont en aléa moyen ou fort, soit 8 %, à comparer aux 36 % au niveau départemental et 54 % au niveau national. Une cartographie de l'exposition du territoire national au retrait gonflement des sols argileux est disponible sur le site du BRGM,.
Concernant les feux de forêt, aucun plan de prévention des risques incendie de forêt (PPRIF) n’a été établi en Corrèze, néanmoins le code de l’urbanisme impose la prise en compte des risques dans les documents d’urbanisme. Le périmètre des servitudes d'utilité publique et des zones d'obligation légale de débroussaillement pour les particuliers est quant à lui défini pour la commune dans une carte dédiée. 

## Histoire
D'après les recherches archéologiques, l'habitat du bourg est ancien. Il faisait partie au XIVe siècle de la châtellenie du Chambon qui a été transmise aux Fontanges à partir du XVIe siècle, comme en témoigne la richesse de l’église où se trouvent les tombeaux des membres de ces deux familles.

## Politique et administration

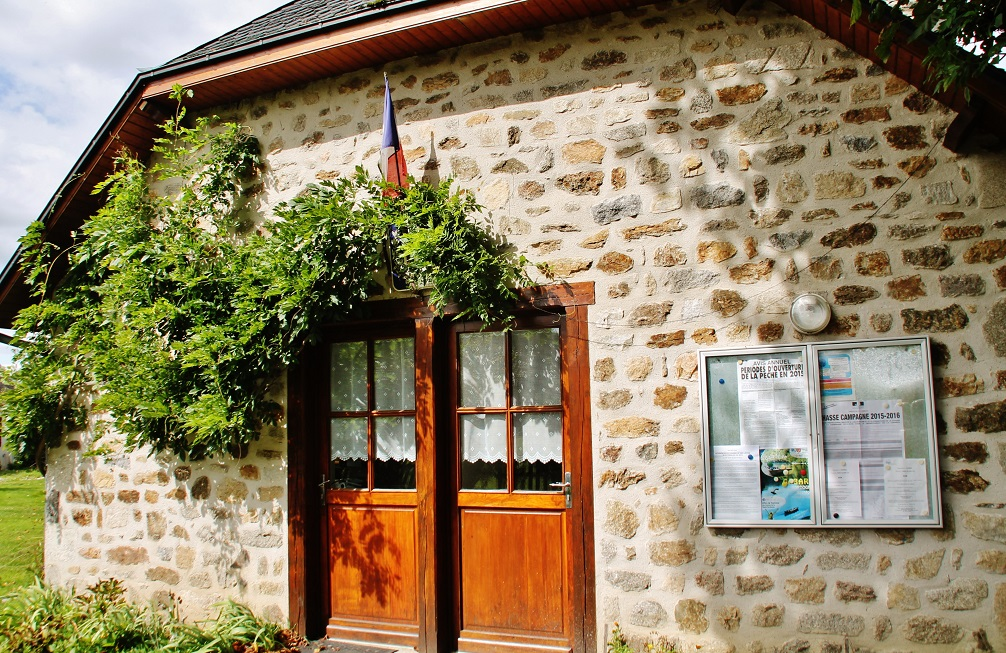
La mairie.

| Période    | Période   | Identité        | Étiquette     | Qualité                    |
| ---------- | --------- | --------------- | ------------- | -------------------------- |
| avant 1988 | juin 1995 | Alfred Soubrane |               |                            |
| juin 1995  | mars 2008 | Serge Neyrat    | Apparenté PCF |                            |
| mars 2008  | mai 2020  | Bernard Maupomé | Apparenté PCF | Retraité de l'enseignement |
| mai 2020   | En cours  | Barbara Vimon   | -             |                            |

## Population et société

### Démographie
L'évolution du nombre d'habitants est connue à travers les recensements de la population effectués dans la commune depuis 1793. Pour les communes de moins de 10 000 habitants, une enquête de recensement portant sur toute la population est réalisée tous les cinq ans, les populations de référence des années intermédiaires étant quant à elles estimées par interpolation ou extrapolation. Pour la commune, le premier recensement exhaustif entrant dans le cadre du nouveau dispositif a été réalisé en 2007.

En 2022, la commune comptait 65 habitants, en évolution de −8,45 % par rapport à 2016 (Corrèze : −0,59 %, France hors Mayotte : +2,11 %).
| 1793 | 1800 | 1806 | 1821 | 1831 | 1836 | 1841 | 1846 | 1851 |
| ---- | ---- | ---- | ---- | ---- | ---- | ---- | ---- | ---- |
| 333  | 341  | 344  | 361  | 383  | 402  | 401  | 450  | 464  |

| 1856 | 1861 | 1866 | 1872 | 1876 | 1881 | 1886 | 1891 | 1896 |
| ---- | ---- | ---- | ---- | ---- | ---- | ---- | ---- | ---- |
| 425  | 435  | 414  | 387  | 360  | 340  | 352  | 316  | 340  |

| 1901 | 1906 | 1911 | 1921 | 1926 | 1931 | 1936 | 1946 | 1954 |
| ---- | ---- | ---- | ---- | ---- | ---- | ---- | ---- | ---- |
| 394  | 314  | 300  | 241  | 232  | 203  | 239  | 145  | 104  |

| 1962 | 1968 | 1975 | 1982 | 1990 | 1999 | 2006 | 2007 | 2012 |
| ---- | ---- | ---- | ---- | ---- | ---- | ---- | ---- | ---- |
| 100  | 103  | 90   | 91   | 88   | 87   | 79   | 78   | 78   |

| 2017 | 2022 | - | - | - | - | - | - | - |
| ---- | ---- | - | - | - | - | - | - | - |
| 70   | 65   | - | - | - | - | - | - | - |

### Manifestations culturelles et festivités
Tous les 15-Août, Saint-Hilaire organise sa fête traditionnelle, à côté de l'église : le 14 au soir, avec représentation théâtrale assurée par la troupe du village et repas à la belle étoile, puis le lendemain avec une seconde représentation et des stands d'activités et de dégustation toute la journée.

### Sports et loisirs
Trois circuits pédestres à thèmes sont proposés, dont le circuit "Au fil de l'eau".

### Vie associative
- L'association Comité des Fêtes et d'Animation, créé en 1984 : elle s'occupe d'organiser des animations culturelles.
- L'association Les amies de la dentelle aux fuseaux compte environ 12 dentellières[26].
- L'association Les Amis de Saint-Hilaire-Luc qui a notamment pour objet de conserver et de préserver le patrimoine de la commune.

## Économie
Les activités sont la culture et la production animale. La commune compte aussi une auberge et une boutique d'antiquités.

## Culture locale et patrimoine

### Lieux et monuments

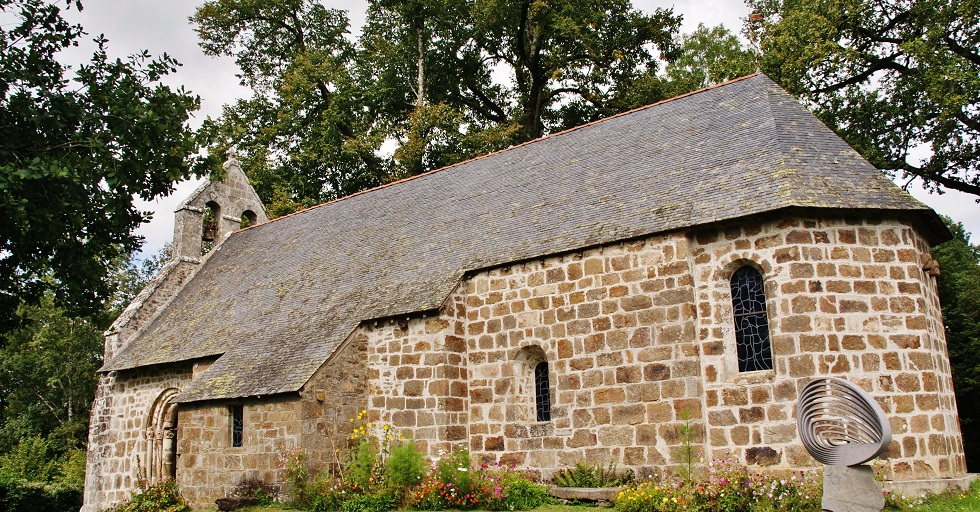
L'église paroissiale Saint-Hilaire.

- L'église Saint-Hilaire, datant du XIIe siècle, a été refaite au XIVe siècle. Les seigneurs du château du Chambon apparentés aux papes Clément VI et Grégoire XII ainsi que la famille des Fontanges avaient l'habitude de venir s'y recueillir. Elle a été restaurée. On remarque le porche, les fonts baptismaux et le bénitier du XIIe siècle. À l'intérieur de l'église se trouvent un mobilier du XIIe au XIXe siècle et des statues.

Les statues : une Vierge à l'Enfant en bois polychrome du XVe, le buste de saint Hilaire patron de la paroisse, sainte Anne, un ange adorant du XVIIe, un christ du Haut Moyen Âge, une vierge du XIXe.
- Un mini-musée qui comprend tous les accessoires nécessaires à la fabrication du pain.

### Personnalités liées à la commune
- Anny Duperey fait partie de l'association Les Amis de la commune dont elle est présidente d'honneur[27].

### Patrimoine culturel
- En 1998, la mairie a été lauréate du prix des villages gagnants pour avoir transformé une fermette datant du début du XIXe siècle en auberge ("Auberge de la Marguerite")[28].

### Héraldique
| Blason de Saint-Hilaire-Luc | Blason  | De gueules au chef d'or chargé de trois fleurs de lys d'azur. |
| Blason de Saint-Hilaire-Luc | Détails | Adopté par la municipalité le 11 mai 1987.                    |